# 中国歌剧舞剧院
中国歌剧舞剧院，位于北京市丰台区南三环东路23号，是隶属中华人民共和国文化和旅游部(原中华人民共和国文化部)的国家级歌剧舞剧院。

## 历史
中国歌剧舞剧院于1964年成立。1964年，周恩来将中国歌剧、舞剧比作“春兰和秋菊”，提出“中西并存，民族为主，先分后合”的方针。于是1964年将中央歌剧舞剧院拆分建成中国歌剧舞剧院（当时简称“中国院”）、中央歌剧舞剧院（当时简称“中央院”。后来改称中央歌剧院）。中国院主要演出中国剧目，中央院主要演出外国剧目。
1964年分院前的中央歌剧舞剧院的历史有两条线。一条线是：延安鲁迅艺术学院（1938年。1940年更名为鲁迅艺术文学院）、中央党校文艺工作研究室和延安中央管弦乐团、晋冀鲁豫人民文工团（1946年）、华北人民文工团（1947年）、北京人民艺术剧院（1950年）。另一条线是：华北联合大学文艺部（1939年。1941年更名为华北联合大学文艺学院）、华北联合大学文工团（1946年）、华北大学文艺工作团（1948年）、中央戏剧学院（1950年）。
1950年1月1日元旦，北京人民艺术剧院成立，这是一家综合性质的国家剧院，创作演出歌剧、舞剧、话剧、音乐舞蹈节目。1952年，北京人民艺术剧院的话剧部分与中央戏剧学院话剧团合并独立为新的北京人民艺术剧院（1952年6月12日成立），歌剧和音乐舞蹈部分则与中央戏剧学院歌剧团、舞蹈团归并为中央戏剧学院附属歌舞剧院。1953年，中央戏剧学院附属歌舞剧院改为中央实验歌剧院，1958年改为中央歌剧舞剧院，直到1964年被拆分。

## 剧目
当年，延安鲁迅艺术文学院集体创作的歌剧《白毛女》，开创了中国民族歌剧的新篇。1945年，在延安中央党校大礼堂，毛泽东、刘少奇、朱德、周恩来等中共中央领导人观看了歌剧《白毛女》的首演。
1957年，中央实验歌剧院创排舞剧《宝莲灯》。1962年，中央歌剧舞剧院复排歌剧《白毛女》。1964年中国歌剧舞剧院成立后，先后推出或重排歌剧《白毛女》、《小二黑结婚》（1953年）、《刘胡兰》、《原野》、《伤逝》等，舞剧《宝莲灯》（1957年）、《文成公主》（1979年）、《红楼梦》（1981年）、《铜雀伎》等。

## 机构设置
中国歌剧舞剧院下辖歌剧团、舞剧团、管弦乐团、民族乐团、舞美部等部门。

## 历任院长
- 李伯钊（1950年-1952年，北京人民艺术剧院院长）
- 李伯钊（1952年-1953年，中央戏剧学院附属歌舞剧院院长）
- 周巍峙（1953年-1955年，中央实验歌剧院院长）
- 卢肃（1955年-1958年，中央实验歌剧院院长）
- 卢肃（1958年-1963年，中央歌剧舞剧院院长）
- 马可（1964年-？，中国歌剧舞剧院院长，下同）
- 晏甬（1977年-1984年）
- 乔羽（1984年-1990年）
- 曲润海（1990年-1995年）
- 刘文金（1995年-2001年）
- 田玉斌（2001年-2004年）
- 林文增（2004年-2014年）
- 陶诚（2014年-）[2]

## 冒名詐騙案
2020年後開始有部分民間舞蹈培訓教室直接使用「中国歌剧舞剧院直營培訓點」的名義開設，招牌與字體也直接採用剧院相同的註冊商標，並對外宣稱「中字頭的不會倒」大量收取補習費，之後積累相當詐騙金額後跑路。由於其手法相當大膽，不似較為流行隱身幕後的電信詐騙而是騙徒直接出現當面接觸，並看似正常的運營授課一段時間，與一種非常傳統騙術高價畫作詐騙術有類似的變形傳承關係，中國大陸媒體開始關注此一現象，而中国歌剧舞剧院則聲明從未授權開設這種社區補習班，其與民間企業的合作辦學名錄都以官網上的名單為準，同時僅限每一筆合約期限內。